# The Magic Toyshop
The Magic Toyshop (1967) és una novel·la britànica d'Angela Carter. Segueix el desenvolupament de l'heroïna, Melanie, a mesura que pren consciència d'ella mateixa, del seu entorn i de la seva pròpia sexualitat.

## Resum de la trama
La novel·la comença amb Melanie robant el vestit de núvia de la seva mare i aventurant-se a la nit a la propietat de la seva família. Tanmateix, de camí a casa, s'adona que ha oblidat la clau de la porta i es veu obligada a pujar a un arbre per tornar a la seva habitació, destruint el vestit en el procés. L'endemà al matí, Melanie s'assabenta de la mort inesperada dels seus pares en un accident d'avió sobre el Gran Canó, i ella i els seus dos germans, Victoria i Jonathon, es traslladen al sud de Londres, a cura del seu tirànic oncle Philip, un alcista i excèntric fabricant de titelles de mida real i fantàstiques joguines antigues. Allà coneix la seva muda tieta Margaret, que és maltractada i aterrada pel seu marit i només conversa a través de notes. També coneix els germans petits de Margaret, Francie, una violinista, i el descarat Finn. Al principi, l'oncle Philip ignora la Melanie i els seus germans mentre se'ls introdueix en els seus estranys espectacles de titelles i la fan treballar venent joguines a la tenda. Mentrestant, Finn i Melanie s'apropen fins que ell la porta a un parc que són les ruïnes de l'Exposició Nacional de 1852. Allà, després de veure una estàtua gastada i caiguda de la reina Victòria i caminar per un tauler d'escacs (només a les caselles blanques) , Finn fa un petó a la Melanie. Se sent intimidada pel gest, imaginant-se que és romàntic només com a observadora de lluny. El petó comença els conflictius sentiments d'atracció de la Melanie cap a Finn.
En un altre espectacle de titelles, Finn no aconsegueix controlar el seu titella i és llençat a terra per l'oncle Philip, que el menysprea. Satisfet que Finn no serà mai hàbil a treballar els titelles, l'oncle Philip idea un nou pla, encarregant Melanie actuar amb els titelles. Philip assigna a Finn que ensenyi a Melanie com actuar a l'escenari per al futur espectacle. Durant aquest temps, la Melanie nota una diferència en el comportament de Finn. mentre que abans havia estat subtilment rebel, ara sembla esgotat de tota resistència i resignat al control de Philip. Finn també es torna encara més brut físicament que abans. Tanmateix, l'oposició de Finn a Philip torna quan aquest es nega a fer l'amor amb Melanie, ja que considera que això forma part de les maquinacions de Philip.
Aviat arriba el dia de l'espectacle de titelles. Melanie apareix a l'escenari amb un vestit blanc. Philip ha fet que Melanie interpreti a Leda mentre és violada pel déu Jove amb l'aparença d'una monstruosa Leda i el cigne. Tanmateix, l'obra no té èxit, ja que Melanie lluita per vèncer el cigne. Mentre s'escapa del titella del cigne, Finn demana el final de l'espectacle. Enfadat, Philip dona una bufetada a Melanie i l'acusa d'arruïnar el seu espectacle.
Poc després de l'espectacle, l'oncle Philip va de viatge de negocis, s'emporta en Jonathon amb ell i deixa la resta de la família sols a casa. Finn decideix destruir el cigne titella de Felip i l'enterra al parc al costat de la reina Victòria caiguda. Torna a casa i s'arrossega al llit amb la Melanie. Ella el reconforta i s'adona que algun dia es casaran i tindran fills, portant una vida pobra i limitada junts. Finn arriba a una mena d'epifania sobre la seva vida i decideix rentar-se i no tolerar més l'hegemonia de l'oncle Philip, cosa que s'exemplifica quan Finn s'asseu al seient de l'oncle Philip a la taula del sopar. Després d'una nit una mica borratxo, Melanie s'assabenta que Margaret i Francie han estat mantenint una relació incestuosa.
De sobte torna l'oncle Felip, descobrint la infidelitat de la seva dona i la rebel·lió de la seva casa. Amb una ràbia tremenda, incendia la casa. Margaret finalment parla mentre insta a Finn i Melanie a escapar. Ho fan just a temps, corrent fora de la casa i girant-se per veure com els pisos de la casa s'esfondren en el foc. Ara s'adonen que el seu vell món està destruït i, per bé o per mal, només els queda l'un a l'altre.

## Adaptació cinematogràfica
La novel·la va ser filmada el 1987. Va ser produïda per Steve Morrison i dirigida per David Wheatley. Va ser adaptat per a la pantalla per l'autora, Angela Carter, i protagonitzat per Tom Bell, Caroline Milmoe, Killian McKenna, Patricia Kerrigan i Lorcan Cranitch. La seva col·lecció, The Curious Room: Plays, Film Scripts and an Opera, conté el guió de Carter per a l'adaptació. El guió i la pel·lícula es discuteixen al llibre de Charlotte Crofts, Anagrams of Desire, basat en una entrevista amb el director, David Wheatley.

## Teatre
Alan Harris va adaptar The Magic Toyshop a una obra de teatre. Es va estrenar a Cardiff, dirigida per Sita Calvert-Ennals, el maig de 2014.